# Osa (Russia)
Osa è una città della Russia europea nordorientale (Territorio di Perm'); appartiene al rajon Osinskij, del quale è il capoluogo.
Sorge nella parte meridionale del Territorio di Perm', sulle sponde sinistra del fiume Kama (bacino di Votkinsk), 146 chilometri a sudovest del capoluogo Perm'.